# シャウト・トゥ・ザ・トップ
『シャウト・トゥ・ザ・トップ』（Shout to the Top!）は、スタイル・カウンシルが1984年に発表した楽曲。

## 概要
スタイル・カウンシルの7枚目のシングルで、全英ヒットチャート7位を記録した。
ユニット解散後の13年後の2003年3月31日から2005年9月30日まで「フジテレビ」のニュース番組「情報プレゼンター とくダネ!」のテーマ曲としても使われていた。放送終了となる2021年3月26日に合わせて、2021年3月16日に再び使われた。。

## タイアップ
フジテレビ 情報プレゼンター とくダネ!テーマ曲